# پنانگ بزرگ

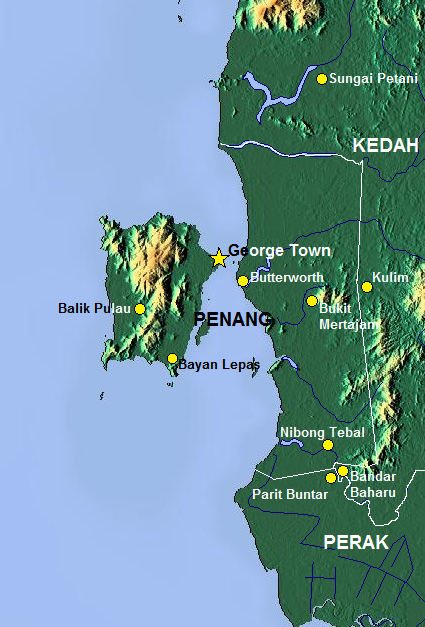
نقشه پنانگ بزرگ

پنانگ بزرگ (به انگلیسی: Greater Penang Conurbation) منطقه کلان‌شهری یا نواحی شهری توسعه یافته در داخل و اطراف ایالت پنانگ مالزی است. پنانگ بزرگ، بخش بزرگ ایالت پنانگ که شامل جزیره پنانگ و سبرانگ پرای می‌باشد و بخش‌هایی از مناطق همجوار ایالت کداح را دربر گرفته‌است. پنانگ بزرگ، به نوعی دیگر به عنوان جرج تاون بزرگ  خطاب می‌گردید، نظر به اینکه جرج تاون پایتخت پنانگ است و هم چنین شکوفاترین و توسعه یافته‌ترین بخش پنانگ بزرگ می‌باشد.
اصلی‌ترین مراکز شهری در این شهرگان جرج تاون، بایان لپاس، باتروورت، بوکیت میرتاجم، نیبونگ تبال و در ایالت کداح: سونگای پتانی، کولیم و بندر باهارو هستند.  تعداد جمعیت در این شهرگان بیش از ۲ میلیون نفر است و بعد از کوالالامپور بزرگ/ کلانگ والی بزرگترین منطقه کلانشهری در مالزی است. 
از لحاظ مساحت، ایالت پنانگ با ۱٬۰۴۸ کیلومتر مربع، بعد از پرلیس دومین ایالت کوچک مالزی می‌باشد، ولی با مقدار ۱٬۴۵۱ نفر در هر کیلومتر مربع، دارای بالاترین تراکم جمعیتی در کشور است. 

## جمعیت بر اساس حوزه دولت محلی
مقادیر جمعیت ذکر شده در جدول، بر مبنای سرشماری رسمی سال ۲۰۱۰ برای حوزه‌های دولت محلی، در شهرگان جرج تاون می‌باشد.
| حوزه دولت محلی  | نهاد دولت محلی          | جمعیت     |
| --------------- | ----------------------- | --------- |
| جزیره پنانگ     | شورای شهر جزیره پنانگ   | ۷۰۸٬۱۲۷   |
| سبرانگ پرای     | شورای شهر سبرانگ پرای   | ۸۱۸٬۱۹۷   |
| سونگای پتانی    | شورای شهر سونگای پتانی  | ۴۴۳٬۴۵۸   |
| کولیم           | شورای شهر کولیم         | ۲۸۱٬۲۶۰   |
| بندر باهارو     | شورای ناحیه بندر باهارو | ۴۱٬۳۵۲    |
| شهرگان جرج تاون | -                       | ۲٬۲۹۲٬۳۹۴ |